# 吳榮 (嘉靖進士)
吴荣（1481年—？年），字宗仁，浙江处州府麗水縣人，明朝政治人物。

## 生平
治《詩經》，嘉靖元年（1522年）浙江鄉試第六十五名舉人，嘉靖二年（1523年）聯捷癸未科會試第五十四名，第三甲第八十名進士。官乐平县知县。

## 家族
曾祖吴钟。祖父吴养正。父吴和。母周氏。慈侍下。行一，弟栗、棠。其妻项氏，容貌姣好，在樓上織麻，有其夫族兄偷窺調戲，項氏怒斥之，憤而跳樓而死。朝廷旌为烈妇。